# Giv'at Šluchit
Giv'at Šluchit (hebrejsky: גבעת שלוחית) je vrch o nadmořské výšce 163 metrů v severním Izraeli.
Leží na jihozápadním okraji pohoří Karmel, cca 18 kilometrů jižně od centra Haify a cca 1 kilometr západně od vesnice Kerem Maharal. Má podobu nevýrazného návrší se zalesněnými svahy. Na západní straně se jeho svahy sklánějí k vesnici Kerem Maharal a k rovinatému a zemědělsky využívanému údolí Emek Maharal. Na jižní straně terén prudce klesá do zářezu údolí vádí Nachal Maharal (kaňon Bik'at Šir). Na západě se terén zvolna snižuje směrem do pobřežní planiny, kde leží vesnice Crufa.